# The Carphone Warehouse
The Carphone Warehouse és una empresa londinenca de venda de mòbils fundada el 1989 per dos jóvens de 25 anys. Fora del Regne Unit fou coneguda com a The Phone House.
Charles Dunstone fou l'inversor inicial i hi invertí als inicis unes 6.000 lliures. A l'estiu de 2000 entrà a la Borsa de Londres i era aleshores el distribuïdor de telèfons mòbils líder a Europa. El 2001 tenia unes mil tendes. El 2004 va llançar Talk Talk, un servei de telefonia fixa amb la característica de la gratuïtat de cridades entre clients a Espanya després d'estar un any operant aquest servei al Regne Unit. El 2006 es convertí a Espanya en la primera operadora mòbil virtual. El 2017 Dominion, una multinacional espanyola, va adquirir la secció espanyola de l'empresa, Phone House España.